# Корешков, Лев Серафимович
 Лев Серафимович Корешков (21 ноября 1937, Красногорск, РСФСР — 27 ноября 2012, Красногорск, Российская Федерация) — советский и российский спортсмен, тренер и судья по фехтованию, заслуженный тренер России.

## Биография
В 1959 г. окончил Государственный центральный ордена Ленина институт физической культуры по специальности «преподаватель-тренер по фехтованию». В 1960 г. стал мастером спорта, работал тренером на стадионе «Юных пионеров». Был первым тренером чемпионки СССР по фехтованию Надежды Кондратьевой. С 1964 г. — в спортивной школе в Лужниках, являлся первым тренером четырехкратного олимпийского чемпиона, семикратного чемпиона мира по фехтованию на саблях Виктора Кровопускова.
В спортивном комплексе «Чертаново» организовал музей истории фехтования. Среди его экспонатов более 2000 медалей, жетонов и значков; более 1000 марок, конвертов, открыток; наградные кубки, медали, книги, фотографии олимпийских чемпионов и их тренеров.
Увлекался фотографией, писал лирические стихи.

## Награды и звания
Награждён медалью «За заслуги перед Отечеством» II степени, отмечен почетным знаком «За заслуги в развитии физкультуры и спорта».